# 남극탐험
《남극탐험》(영어: Antarctic Adventure, 일본어: けっきょく南極大冒険 겟쿄쿠난쿄쿠다이보켄[*])은 1983년 일본 코나미사에서 MSX 전용으로 개발한 지리 교육용 레이싱 게임으로, 펭귄이 남극 대륙을 한 바퀴 돌면 목표를 달성하는 게임이다. 게임 방법이 단순하고 강한 중독성으로 널리 알려져 인지도가 높다. 에밀 발퇴펠의 스케이터즈 왈츠(스케이팅 왈츠)를 편곡하여 배경음악으로 활용하였다. 후속작으로 '꿈대륙 어드벤처(몽대륙)'와 '꿈펭귄 이야기'가 있다. 교육용 시리즈 후속작으로는 '개구쟁이 체육', '몬타군의 하나·둘·산수'가 있다.

## 게임 방법과 인터페이스
남극탐험은 라이프와 사망의 개념이 존재하지 않는다. 제한 시간 내에 각 국가별 기지를 순회하며 코스를 완주해야 한다. 2인 이상의 플레이는 지원하지 않으며, 패미컴판의 경우 3단계의 난이도 중 하나를 선택하여 시작할 수 있다.

### 키 조작
- 좌우 : 좌우이동
- 위 : 속도 증가
- 아래 : 속도 감소
- 버튼 1 : 점프

## 스테이지 구성
스테이지는 10개로 구성되어 있으나 스테이지 10을 클리어하면 난이도가 상승하면서 다시 처음으로 돌아오는 무한도전 구조이다.
| 플랫폼   | MSX              | 콜레코비전       | 패미컴           |
| 스테이지 | 도착 기지 (국가) | 도착 기지 (국가) | 도착 기지 (국가) |
| -------- | ---------------- | ---------------- | ---------------- |
| 1        | 오스트레일리아   | 오스트레일리아   | 오스트레일리아   |
| 2        | 오스트레일리아   | 오스트레일리아   | 프랑스           |
| 3        | 프랑스           | 프랑스           | 오스트레일리아   |
| 4        | 뉴질랜드         | 뉴질랜드         | 뉴질랜드         |
| 5        | (남극점)         | (남극점)         | (남극점)         |
| 6        | 미국             | 미국             | 미국             |
| 7        | 미국             | 아르헨티나       | 아르헨티나       |
| 8        | 아르헨티나       | 미국             | 미국             |
| 9        | 영국             | 영국             | 영국             |
| 10       | 일본             | 일본             | 일본             |

## 아이템 및 점수 획득
| 상황                 | 상황        | 득점 | 비고                                  |
| -------------------- | ----------- | ---- | ------------------------------------- |
| 깃발 (아이템 획득)   | 녹색        | 500  |                                       |
| 깃발 (아이템 획득)   | 주황        | 600  | 패미컴판에서만 등장                   |
| 깃발 (아이템 획득)   | 청색        | 700  | 패미컴판에서만 등장                   |
| 깃발 (아이템 획득)   | 반짝임      | 1000 | 패미컴판에서만 등장 5초 동안 공중부양 |
| 물고기 (아이템 획득) | 주황        | 300  |                                       |
| 물고기 (아이템 획득) | 녹색        | 500  | 패미컴판에서만 등장                   |
| 장애물 통과          | 장애물 통과 | 30   | 완전히 넘어야 인정됨                  |
| 완주                 | 완주        | 100  | 남은시간 1초당 계산                   |

## 장애물
장애물은 두 가지가 있다.
- 웅덩이 : 점수가 되는 물고기와 깃발이 튀어 나온다. 웅덩이에 걸리게 되면 옆으로 튕기면서 속도가 최저로 된다. 어떤 것은 물개가 튀어나오기도 한다. 물개는 적에 해당하므로 회피기동으로 피해야 한다.
- 균열 : 끝부분에 닿으면 웅덩이와 같이 걸리게 되고 가운데 부분에 닿으면 빠진다. 빠져나오기 위해서는 바둥거리는 모션 중간에 점프버튼을 취하면 된다.